# Všeuměl (seriál)
Všeuměl (v anglickém originále Jack of All Trades) je americko-novozélandský komediální seriál, odehrávající se v 19. století. Obě dvě jeho série byly natočeny v roce 2000 pro televizi NBC. V České republice byl vysílán televizí Nova.

## Děj seriálu
Seriál Všeuměl se odehrává v 19. století na fiktivním ostrově Pulau-Pulau, který je ovládán Francií. Vypráví o dvou agentech (Jack Stiles ze Spojených států a Emilia Rotschildová ze Spojeného království), kteří jsou inkognito nasazeni svými zeměmi na ostrov, aby zde získávali informace o Napoleonových aktivitách, které mají údajně vést k útoku na Spojené státy. Francouzský guvernér ostrova je totiž Napoleonův bratr.
Emilia, naprosto tradiční Angličanka, dodržující všechny zvyky své země, maskuje na ostrově svou špionážní činnost provozováním námořní přepravní firmy, jejíž lodě pendlují mezi Anglií, Francií a okolními ostrovy. Po dohodě anglického krále s americkým prezidentem je nucena do svých služeb přijmout jako pomocníka amerického špióna, floutka Jacka Stilese. Ten je naprostým opakem Emilie, v žádném případě se nesnaží dodržovat jakákoliv pravidla, a poté, co vidí jak guvernér Croque a jeho vojsko zachází s obyvateli ostrova, rozhodne se vzít spravedlnost do svých rukou. Stává se z něj maskovaný hrdina, obyvateli ostrova poté nazývaný jako Smělý Dragoun (anglicky: Daring Dragoon).
Emilia i Jack předstírají vzájemné opovržení, avšak ta pověstná jiskra mezi nimi přeskakuje velmi často. Hlavní snahou obou dvou je však udržet mír a pořádek na ostrově, a dodávat informace svým zemím. S tím jim pomáhá také velmi inteligentní papoušek Jean-Claude. Guvernér Croque a velitel jeho vojska, kapitán Brogard však kují každou chvíli nějaké pikle, a tak mají oba špióni práce nad hlavu.

## Obsazení

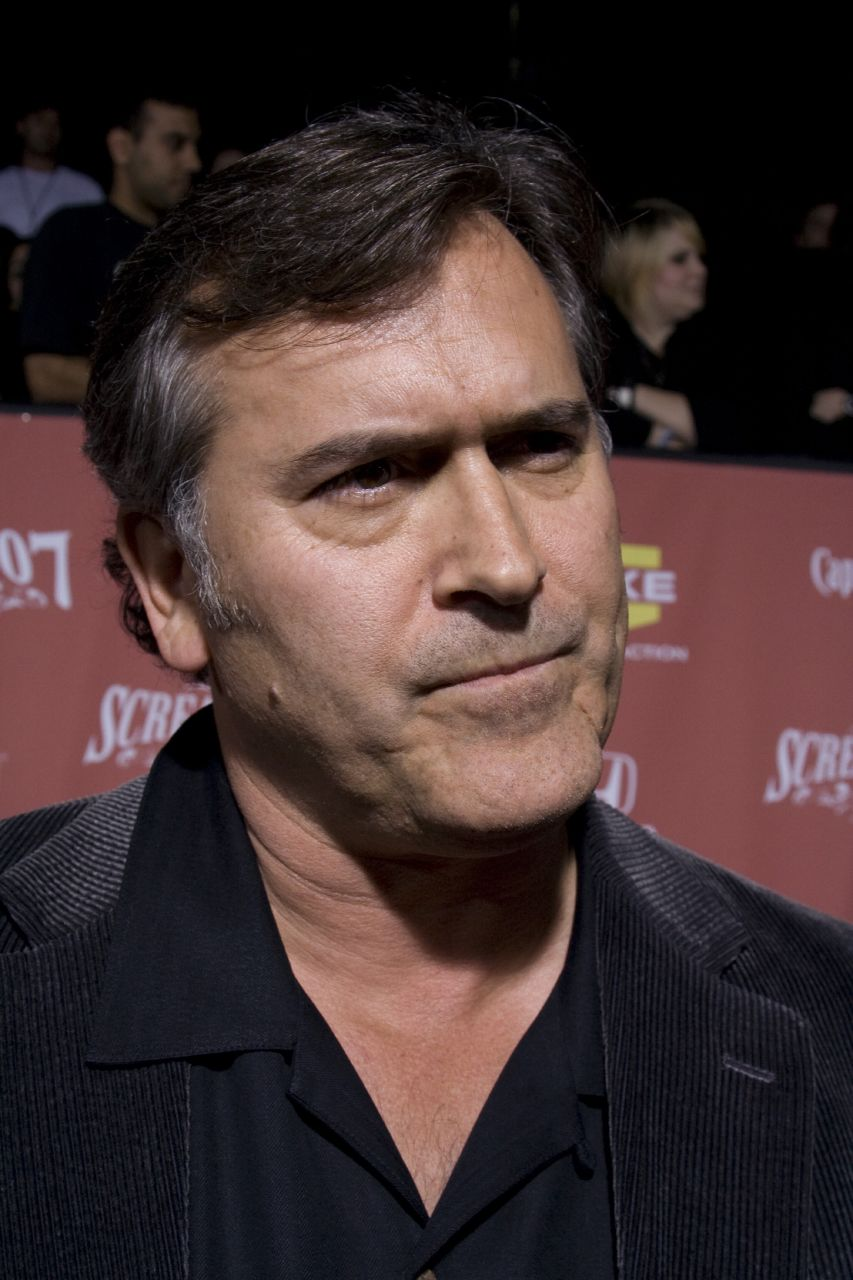
Bruce Campbell

| Bruce Campbell | Jack Stiles                                        |
| Stuart Devenie | guvernér Croque, v jednom díle také markýz de Sade |
| Angela Dotchin | Emilia Rothschildová                               |
| Stephen Papps  | kapitán Brogard                                    |
| Verne Troyer   | Napoleon Bonaparte, hostující ve 4 dílech          |

## Vysílání
| Řada | Díly | Premiéra v USA | Premiéra v USA   | Premiéra v ČR | Premiéra v ČR |
| Řada | Díly | První díl      | Poslední díl     | První díl     | Poslední díl  |
| ---- | ---- | -------------- | ---------------- | ------------- | ------------- |
| 1    | 14   | 22. ledna 2000 | 20. května 2000  | vysíláno      | vysíláno      |
| 2    | 8    | 7. října 2000  | 2. prosince 2000 | vysíláno      | vysíláno      |

## Zajímavosti
Seriál parodoval nejen historické události, ale také spoustu tehdejších osobností, například politiky a panovníky:
- Thomase Jeffersona, třetího prezidenta USA
- Jamese Madisona, ministra financí, později čtvrtého prezidenta USA
- Benjamina Franklina, jednoho ze zakladatelů Spojených států
- Jiřího III., anglického krále
- Napoleona, francouzského vojevůdce a panovníka
- Kateřinu Velikou, ruskou carevnu
- markýze de Sade, francouzského šlechtice a spisovatele, který proslul svými pornografickými a sadistickými díly
- Černovouse (v originále: Blackbeard), nepoučitelného anglického piráta